# Álvaro de Ibarra
Álvaro de Ibarra (* 1619 in Lima, heute: Peru; † 1677 (nach anderen Quellen: 1675) ebenda) war ein spanischer Jurist, der vorübergehend als Vizekönig von Peru amtierte. Ibarra wurde in Lima geboren, war also ein Kreole, der nicht im spanischen Mutterland zur Welt gekommen ist.

## Leben
Er studierte Rechtswissenschaften und übernahm im Alter von 25 Jahren einen Lehrstuhl an der Universidad San Marcos. Er blieb der Universität auch nach seinem Wechsel in den administrativen Dienst verbunden und setzte sich für eine Reform der Lehrstuhlbesetzungen ein. Diese sollten nur noch durch mehrköpfig besetzte Gremien erfolgen, um Günstlingswirtschaft zu vermeiden. Das Verfahren überzeugte und wurde von renommierten Universitäten im spanischen Mutterland (Salamanca, Valladolid, Alcalá de Henares) übernommen.
1655 wurde Álvaro de Ibarra zum Verantwortlichen für den Schutz der Einheimischen (Fiscal protector de indios) ernannt.
Vizekönig Luis Enríquez de Guzmán entsandte ihn kurz darauf nach Chile, wo der Gouverneur Antonio de Acuña Cabrera in einem unerhörten Akt wegen militärischer Unfähigkeit vom aufgebrachten Volk abgesetzt worden war. Ibarra klärte die Lage, setzte einen neuen Gouverneur ein und nahm Acuña Cabrera und seinen vom Volk eingesetzten Nachfolger Francisco de la Fuente y Villalobos mit nach Lima, um ihnen dort den Prozess zu machen. Das Verfahren zog sich bis 1658 hin.
Anschließend ging Ibarra als Oidor an die Real Audiencia von Quito und übernahm deren Vorsitz.
Später kehrte er an die Real Audiencia von Lima zurück. Nach dem altersbedingten Ausscheiden von Bernardo de Iturriaza übernahm Ibarra deren Vorsitz.
Als der Vizekönig Pedro Antonio Fernández de Castro 1672 starb, übernahm Ibarra in seiner Funktion als Dekan der Audiencia interimistisch das Amt des Vizekönigs. Seine kurze Amtszeit blieb weitgehend ereignislos. Er übergab das Amt 1674 an den neuen Vizekönig Baltasar de la Cueva Enríquez und zog sich an die Universität San Marcos zurück.
Álvaro de Ibarra starb in Lima 1677 (nach anderen Quellen: 1675).